# Wild Obsession
Wild Obsession е дебютен соло албум на германския китарист Аксел Руди Пел. Издаден е през 1989 г. от Steamhammer Records.

## Състав
- Чарли Хън – вокали
- Аксел Руди Пел – китара
- Волкер Кравчак – бас (на "Call Her Princess")
- Томас Смушинский – бас (1, 2, 7, 10)
- Йорг Дизайнър – бас (3, 4, 5, 8)
- Джордж Хън – клавишни
- Йорг Майкъл – барабани